# 坂田一郎
坂田 一郎（さかた いちろう）は、日本の経営学者・情報学者。東京大学教授。
専門は、サステナビリティ、ナノテクノロジー、情報科学領域を中心としたイノベーション政策、技術経営、地域クラスター、コネクター・ハブ理論、情報・ウェブ工学を用いた意思決定支援、科学技術ビッグデータを用いた技術の未来予測、計算社会科学など。

## 来歴
1989年 東京大学経済学部卒、同年通商産業省（現、経済産業省）入省（現在は退官）。経済産業政策局政策企画官等を経て現職。
東京大学の学内では、総長特別参与、工学系研究科技術経営戦略学専攻教授、工学部システム創成学科、未来社会協創推進本部（ＦＳＩ）ビジョン形成分科会長、未来ビジョン研究センター教授・副センター長（兼務）、ネットワーク分析と言語処理の融合による大規模文献データからの技術の未来予測プラットフォームの研究開発（NEDO・産総研）研究代表、テクノロジー・インフォマティックス社会連携講座代表、「Quality とHealthを基盤におくサービスエクセレンス社会システム工学」総括寄付講座共同代表等を務める。２０２０年１０月の「東京大学FSI債」の発行を担当した。
大学外では、国土交通省国土審議会半島振興対策部会部会長代理、荒川区教育委員、弘前大学COI-NEXTアドバイザリーボード座長、理化学研究所特任顧問、ダイキン工業株式会社フェロー、ＳＤＥＷＥＳアドバイザーボードメンバー等を務める。日本工学アカデミー正会員。 過去、内閣府地方創生に資する科学技術イノベーションタスクフォース構成員、復興庁参与、厚生労働省政策参与、国土審議会特別委員等も歴任。
日経新聞「経済教室」に科学技術政策や情報政策等で執筆、NHKスペシャル「日本逆襲のシナリオⅡ」、「震災ビッグデータⅡ」、「AIに聞いてみた どうすんのよ！？ニッポン」、「混迷の世紀 第8回 “貿易立国”日本の苦闘〜グローバリゼーションはどこへ〜」等に出演。

## 略年譜
- 1989年 - 東京大学経済学部卒、通商産業省（現在の経済産業省）入省
- 1995-1997年 - 米国ブランダイス大学留学（国際経済・金融学修士）
- 2003年 - 東京大学より博士（工学）取得
- 2004年 - 東京大学工学部システム創成学科PSIコース「社会システムと産業担当」
- 2005年 - 東京大学工学系研究科　客員准教授（総合研究機構）
- 2008年 - 経済産業省を退官、東京大学政策ビジョン研究センター教授・運営委員
- 2009年 - 2013年 東京大学工学系研究科教授兼担（技術経営戦略学専攻）
- 2011年 - 荒川区顧問
- 2012年 - 東京大学電力ネットワークイノベーション総括寄付講座共同代表、国家戦略会議叡智のフロンティア部会委員（2012年2月 - 6月）
- 2013年 - 復興庁参与兼務（- 2014年8月）
- 2013年7月 - 現在 東京大学工学系研究科技術経営戦略学専攻 教授[注釈 2]
- 2014年4月 - 東京大学政策ビジョン研究センター長（- 2017年3月）[注釈 3]、東京大学工学系研究科常務委員（- 2015年3月）
- 2015年4月 - 東京大学総長特任補佐（- 2020年3月）
- 2016年4月 - 東京大学工学系研究科技術経営戦略学専攻長（- 2018年3月 ）
- 2018年4月 - 東京大学工学部システム創成学科知能社会システム（PSI）コース長（- 2019年3月）
- 2020年4月 - 東京大学副学長・経営企画室長
- 2021年4月 - 東京大学総長特別参与[注釈 4]（現職）
- 2022年4月 - 東京大学地域未来社会連携研究機構機構長[注釈 5]（現職）

## 著書

### 論文等
＜代表的な論文(ORCID)＞
C. Ishii, K. Asatani, I. Sakata, "Detecting Possible Pairs of Materials for Composites using a Material Word Co-occurrence Network", PLOS ONE 19(1) (2024), e0297361.
N. Higashide, K. Asatani, I. Sakata, "Quantifying Advances from Basic Research to Applied Research in Material Science", Technovation 135 (2024), 103050.　
W. Mao, W. Gong, Z. Gu, M. Wilde, J. Chen, K. Fukutani, H. Matsuzaki, B. Fugetsu, I. Sakata, T. Terai, "Hydrogen Diffusion in Cerium Oxide Thin Films Fabricated by Pulsed Laser Deposition", International Journal of Hydrogen Energy 50 (2024), pp.969-978.
N. Morioka, M. Ochi, S. Okubo, M. Moriwaki, K. Hayashida, I. Sakata, M. Kashiwagi "Citation Network Analysis of Nurse Staffing Research from the Past Two Decades: 2000–2022", Healthcare 11 (2023), 3050.
T. Yamazaki, I. Sakata, "Exploration of Interdisciplinary Fusion and Interorganizational Collaboration with the Advancement of AI research: A Case Study on Natural Language Processing", IEEE Transactions on Engineering Management (2023),3327209. 
H. Yamano, I. Sakata, "Supply Chain Dynamics Beyond Optimization: Metabolism of Regional Inter-firm Networks", Heliyon 9(5) (2023), e16104.
K. Asatani, S. Oki, T. Momma, I. Sakata, "Quantifying Progress in Research Topics Across Nations", Scientific Reports 13 (2023),4759.
T. Miura, K. Asatani, I. Sakata, "Revisiting the Uniformity and Inconsistency of Slow-cited Papers in Science", Journal of Informetrics 17 (1) (2023), 101378.
＜国際会議発表＞
R. Kaku, I. Sakata, N. Higashide, K. Asatani, "Theory-to-application Transition in Mathematics and Computer Science Studies", Proc. of Portland International Conference on Management Engineering and Technology 2024 (PICMET'24), in Portland, USA (Aug 4-8, 2024).
S. Kishimoto, Hi. Nakajima, R. Kaku, I. Sakata, K. Asatani, "Evaluating Diversity of Encounters in Urban Spaces based on Restaurant Reviews", 10th International Conference on Computational Social Science 2024 (IC2S2), in Philadelphia, USA (July 17-20, 2024).
Y. Iwata, I. Sakata, K. Asatani, T. Miura, "How Science Informs International Policy: A Network Analysis", 10th International Conference on Computational Social Science 2024 (IC2S2), in Philadelphia, USA (July 17-20, 2024).
Y. Tomokiyo, K. Asatani, K. Miyazaki, F. Toriumi, I. Sakata, "Characteristics and Interest Topic Extraction of Non-Partisan Clusters in Social Media: Case Study of the National Funeral for Former PM Shinzo Abe", 10th International Conference on Computational Social Science 2024 (IC2S2), in Philadelphia, USA (July 17-20, 2024).
N. Miyamoto, M. Isonuma, S. Takase, J. Mori, I. Sakata. "Dynamic Structured Neural Topic Model with Self-Attention Mechanism." Findings of the 61st Annual Meeting of the Association for Computational Linguistics 2023 (ACL 2023), in Toronto, Canada (9-14 July 2023). 
T. Kasanishi, M. Isonuma, J. Mori, I. Sakata. "SciReviewGen: A Large-scale Dataset for Automatic Literature Review Generation." Findings of the 61st Annual Meeting of the Association for Computational Linguistics 2023 (ACL2023), in Toronto, Canada (9-14 July 2023).
M. Isonuma, J. Mori, I. Sakata. "Differentiable Instruction Optimization for Cross-Task Generalization." Findings of the 61st Annual Meeting of the Association for Computational Linguistics 2023 (ACL 2023), in Toronto, Canada (9-14 July 2023).
その他、研究業績詳細については* 東京大学坂田・森研究室　メンバーページを参照。

### 共著
- 「二重のパラダイムシフトをチャンスと捉えた地方創生」（松原宏他編）『日本の先進技術と地域の未来』第11章収録（東京大学出版会,2022年）[7]
- 「ネットワークの視点でみる東北地域の産業構造の発展と政策」、松本武祝編『東北地方「開発」の系譜（2015年）』　第四章収録（明石書店、2015年）[8]
- 「あたたかい地域社会を築くための指標－荒川区民総幸福度」（八千代出版、2010年）[9]
- 「クラスター組織の経営学」（中央経済社、2009年）[10]
- 「人財立国論－一人ひとりがチャレンジできる社会を目指して」（新経済産業選書、2007年）[11]
- 「クラスター形成による地域新生のデザイン」（東大総研、2005年）[12]
- 「日本の財政改革：国のかたちをどう変えるか」（東洋経済新報社、2004年、「日経新聞社エコノミストが選ぶ経済・経営書第７位（2005年）」、「ダイヤモンド・ベスト経済書100選」に選定)[13]
- 「都市経済と産業再生」（岩波講座、2004年）[14]
- 「サステナブル経営」（日本地域社会研究所、2004年）[15]
- 「クラスター戦略」（有斐閣選書、2002年）[16]
- 「テクノロジーインキュベータ　成功の条件」（経済産業調査会、2001年）[17]
- 「大学からの新規ビジネス創出と地域経済再生」（経済産業調査会、2001年）[18]